# Луиз Инасио Лула да Силва
Луиз Инасио Лула да Силва (порт. Luiz Inácio Lula da Silva; Гарањунс, 27. октобар 1945) је бразилски политичар и тренутни председник земље. Три пута је неуспешно конкурисао за положај председника, почевши од 1989. године. Године 2002. изабран је за председника Бразила. Функцију председника преузео је 1. јануара 2003. године. Други мандат је освојио на изборима октобра 2006. године. Његов потпредседник је био Жозе Аленкар. Наследила га је партијска колегиница Дилма Русеф. У тренутку одласка са власти имао је рекордну подршку од 80,5%.
У другом кругу председничких избора у Бразилу, одржаном 30. октобра 2022, Лула је тесно победио председника Жаира Болсонара са 50,9% изашлих бирача према 49,1%. Свој трећи мандат као председник Бразила је започео 1. јануара 2023. године.

## Биографија
Надимак Лула је добио као хипокористик свога имена Луиз. Касније је 1982. године надимак законски додао своме имену. Под овим надимком је познат код већине Бразилаца.
Рођен је као седмо од осморо деце сиромашне радничке породице из савезне државе Пернамбуко. Научио је да пише са десет година и напустио је школу после четири разреда. Почео је да ради са 12 година као чистач ципела и улични продавац. Променио је више послова и постао близак левичарском синдикалном покрету. Године 1975. постао је председник синдиката металаца у околини Сао Паола. Група интелектуалаца и синдикалних радника, укључујући Лулу, је 10. фебруара 1980. године основала Радничку партију (Partido dos Trabalhadores). То је била левичарска странка основана у условима војне диктатуре. Лула је 1986. године изабран за посланика у Националном конгресу. Године 1990. одлучио је да се више не кандидује за посланика, већ да ради на ширењу партије и да се кандидује на председничким изборима, што је покушао већ 1989. године.
Пре успеха на председничким изборима 2002. године, Лула је био левичар који је заговарао драстичну реформу бразилског друштва. Од доласка на власт његов политички програм је био много умеренији, односно прагматичнији. То је разочарало неке од његових сабораца. Његови најважнији социјални програми су „Фоме зеро“ (програм искорењивања глади) и „Болса фамилија“ (финансијска помоћ за породице које школују и вакцинишу своју децу). За време првог Лулиног мандата број сиромашних у Бразилу је смањен за 27,7%. Пар корупционашких скандала у Бразилу нису утицали на његову популарност.
Економија Бразила је за време његових мандата знатно ојачала своју извозну моћ, и од 2003. године забележила је више година са суфицитом у међународној трговини. Суфицит је 2004. године износио 29 милијарди долара.
У међународној политици Лула има репутацију посредника и помиритеља. Близак је са Кубом и Венецуелом, али и са америчким администрацијама. Бразил је постао значајан у мировним мисијама УН, нарочито на Хаитију. Бразилски председник има амбицију да Бразил постане стални члан Савета безбедности.

## Прво председништво (2003–2011)
Лула, описан као левичар, био је два мандата као председник од 2003. до 2010. године. Током свог опроштајног говора рекао је да осећа терет да докаже да може да се носи са председничким местом упркос својим скромним почецима. „Ако не успем, пропадала би радничка класа; сиротиња ове земље би била тa која би доказала да нема оно што је потребно да влада“.

### Образовање
Бројне образовне иницијативе покренуте су током Лулиног првог председавања. Програм бесплатних школских оброка проширен је на 37 милиона ученика, док је покренут програм који је имао за циљ да обезбеди „потпуно или делимично отпуштање школарина за ученике са ниским примањима“. У 2006. години основно образовање је продужено са 8 на 9 година. За унапређење квалитета образовања формиран је Фонд за одржавање и развој основног образовања. ПЕД (план развоја образовања) је условљавао исплату јавних средстава државним школама учинком школа.
Ипак, 2006. многи Бразилци и коментатори су сматрали да Лула није учинио довољно да побољша квалитет јавног образовања. И 2010. године, док је образовање било обавезно за сву децу у Бразилу узраста од 7 до 14 година, у пракси се тај захтев само слабо спроводио; 90% деце у руралним подручјима похађало је школу краће од четири године, а само 25% деце која живе у фавелама похађало је школу.

### Социјални програми
Лулин врхунски социјални програм тежио је искорењивању глади. Финансиран је повећањем пореских прихода, заједно са смањењем државних расхода и на плате и на бенефиције које се исплаћују запосленима у јавном сектору, као и смањењем државних расхода на инфраструктуру. Програм је следио пројекат који је већ 1995. године спровела у праксу администрација Фернанда Хенрикеа Кардоzа, а који је назван Bolsa Escola (Стипендија за школу). Проширила је ту иницијативу новим Фоме Зеро („Нулта глад“) програмом, који је био део плана Bolsa Familia (Породични додатак).
Пет месеци након што је Лула преузео дужност, међутим, буџет за Фоме Зеро је смањен за трећину од првобитног износа, а годину дана касније, око 800 милиона долара је предвиђено за програм, али је само 130 милиона од тога заправо исплаћено. Лулин програм је оптужен да је више лајао него ујео, с обзиром да је од маја 2005. године, две године након почетка напора, програм био далеко испод очекивања.
Током Лулиног првог мандата, потхрањеност деце се смањила за 46%. У мају 2010. Светски програм за храну УН (ВФП) доделио је Лули титулу „Светског шампиона у борби против глади“. Током Лулиног првог председништва уведен је низ других друштвених пројеката.
Лула је покренуо програм стамбене помоћи који је био већи у односу на политике које су до тада развијене. У пречишћавање воде и урбанизацију фавела уложено је више од 15 милијарди евра, а у становање више од 40 милијарди. Влада је предложила пресељење сиромашног становништва које је заузимало „ризичне зоне”, склоно поплавама или клизиштима; на крају дана, међутим, најмање 212 људи је умрло, а најмање 15.000 људи је остало без крова над главом само у априлским поплавама и клизиштима у Рио де Жанеиру. Предложио је да се затим продужи електрична мрежа, да се улице изместе и да се поправи несигурно становање. Влада је преузела обавезу да демократизује приступ кредитима за некретнине.

### Економија
Лулина прва два мандата су се поклопила са снажним бумом цена робе. Ово је подстакло економски бум у Бразилу, што је заузврат омогућило Лули да потроши велике количине на социјалне програме и отплати зајам од 15 милијарди долара од ММФ-а годину дана раније.
Уочи избора 2002. године, страх да ће Лула предузети драстичне мере и поређења са Угом Чавезом из Венецуеле, повећали су шпекулације на унутрашњем тржишту. То је довело до пада вредности бразилског реала и смањења кредитног рејтинга Бразила. Лула је одабрао Хенрика Мерелеза из Бразилске социјалдемократске партије (ПДСБ), тржишно оријентисаног економисту, за шефа бразилске централне банке. Као бивши извршни директор БанкБостона био је добро познат тржишту.
Лула и његов кабинет су у извесној мери следили вођство претходне владе у економији. Обновила је све споразуме са Међународним монетарним фондом (ММФ), који су потписани до тренутка када је Аргентина депласирала своје уговоре 2001. Његова влада је остварила задовољавајући примарни буџетски суфицит у прве две године, како је то захтевао споразум са ММФ-ом, који је премашио циљ за трећу годину. Крајем 2005. Влада је у потпуности отплатила дуг према ММФ-у, две године пре рока. Бразилску економију генерално није утицао скандал Менсалао из 2005. године, који се односио на куповину гласова у бразилском Конгресу.
У јуну 2005, економиста и адвокат Жозе Дирцеу, Лулин шеф кабинета од 2003, поднео је оставку након што је био ухваћен у масовну корупционашку шему у законодавном телу, корупционашки скандал Менсалао. У марту 2006, Лулин министар финансија Антонио Палочи, који је наставио антиинфлациону и протржишну политику претходне центристичке владе, поднео је оставку због своје умешаности у скандал о корупцији и злоупотреби власти. Лула је тада именовао Гвида Мантегу, економисту ПТ, за министра финансија.
Недуго након почетка његовог другог мандата, 2007. Лулина влада је објавила Програм убрзања раста (Programa de Aceleração de Crescimento, PAC), инвестициони програм који је настојао да реши многе проблеме који су спречавали бразилску економију да се брже шири. Мере су укључивале улагања у изградњу и поправку путева и железница, поједностављење и смањење опорезивања и модернизацију производње енергије у земљи како би се избегле даље несташице. Новац који је обећан да ће бити потрошен на овај програм требало је да буде око 500 милијарди Р$ (260 милијарди америчких долара) током четири године. Међутим, до 2010. многи пројекти су остали заглибљени у бирократији, а само 11% пројеката наведених у плану је завршено, док нешто више од половине није ни покренуто.
Пре ступања на дужност, Лула је био критичар приватизације. Његова администрација је створила концесије јавно-приватног партнерства за седам савезних путева. После деценија са највећим спољним дугом међу економијама у развоју, Бразил је први пут постао нето кредитор у јануару 2008. године. До средине 2008. и Fitch Ratings и Standard & Poor's су подигли класификацију бразилског дуга са шпекулативног на инвестициону оцену. Банке су оствариле рекордне профите под Лулином владом.
Лула је изјавио да је пад Волстрита 2008. могао бити цунами у САД-у и Европи, али у Бразилу то не би било више од малог таласа („uma marolinha”). Бразилска штампа је преузела ту фразу као доказ Лулиног безобзирног економског незнања и неодговорности. Бразил је 2008. уживао добро економско здравље да би се борио против глобалне финансијске кризе уз велики економски подстицај који је трајао најмање до 2014. године. Према Вашингтон Посту: „Под Лулом, Бразил је постао осма по величини светска економија, [и] више од 20 милиона људи изашло је из акутног сиромаштва...“
У исто време, 2010. године Волстрит Џурнал је приметио: „[Бразилски] јавни сектор је надувен и прожет корупцијом. Криминал је у порасту. Његовој инфраструктури је потребно поправка и проширење. Пословно окружење је рестриктивно, са Закон о раду истргнут са страница економске књиге Бенита Мусолинија, Бразил такође ризикује да се тапша по рамену толико да не види колосалан посао који још треба да се уради.“

### Спољна политика
Године 1979. Лулу су у интервјуу питали којим историјским личностима се највише диви. Одговорио је: Ганди, Че Гевара и Мао Цедунг. Након што је замољен да наведе додатне примереа, додао је Хитлера, Кастра и ајатолаха Хомеинија, рекавши: „Ја се дивим човеку ватри да жели нешто да уради, а затим његовом изласку да то уради.“
Предводећи велику пољопривредну државу, Лула се генерално противио и критиковао пољопривредне субвенције, а ова позиција је виђена као један од разлога за одлазак земаља у развоју и каснији колапс преговора Светске трговинске организације у Канкуну 2003. о пољопривредним субвенцијама Г8. Бразил је играо улогу у преговорима о унутрашњим сукобима у Венецуели и Колумбији и уложио напоре да ојача Меркосур. Током Лулине администрације, бразилска спољна трговина је драматично порасла, мењајући се од дефицита до неколико суфицита након 2003. У 2004. суфицит је износио 29 милијарди америчких долара, због значајног повећања глобалне потражње за робом. Бразил је такође обезбедио мировне трупе УН и водио мировну мисију на Хаитију.
Према The Economist-у од 2. марта 2006, Лула је водио прагматичну спољну политику, видећи себе као преговарача, а не идеолога, лидера вештог у помирењу супротности. Као резултат тога, спријатељио се са председником Венецуеле Угом Чавезом и председником САД Џорџом В. Бушом. Бивши министар финансија, а садашњи саветник Делфим Нето је рекао: „Лула је крајњи прагматичар“.
Током свог председавања пропутовао је више од 80 земаља. Циљ Лулине спољне политике био је да земља добије место сталне чланице Савета безбедности Уједињених нација. У томе је био неуспешан.

#### Кина
Од 2003. до 2010. Лула је прихватио Кину као кључну улогу у реформи онога што је сматрао неправедним глобалним поретком. Он је преплитао кинеску и бразилску привреду. Лула је навео посвећеност Бразила принципу Једне Кине, што је став који заузимају Народна Република Кина и владајућа Комунистичка партија Кине, рекавши да је влада Народне Републике Кине једина легална влада која представља целу Кину, укључујући Тајван. -- као део Кине.

### Слобода медија
Након што је Лулу разбеснео чланак Њујорк тајмса од 9. маја 2004. у којем се тврдило да има проблема са пићем, Бразил је наредио репортеру Њујорк тајмса, Ларију Рохтеру, да напусти земљу и укинуо му визу јер је написао „увредљиву“ причу о председнику.“ Лула је рекао: „Свакако да је њен аутор... мора бити забринутији од мене... заслужује акцију.“ Председничка палата Бразила је запретила да ће предузети правни поступак. против Њујорк тајмса, који је стао при тој причи и рекао да је протеривање покренуло озбиљна питања о слободи изражавања и слободи штампе у Бразилу. Ниједан новинар није протеран из Бразила откако је окончана његова војна диктатура средином 1980-их. Бразилски опозициони сенатор Тасо Јерисати рекао је: "Ово је смешно. Више личи на незрео чин диктатора трећеразредне републике..." Други највећи синдикат у Бразилу, Forca Sindical, издао је саопштење у којем изражава забринутост да: " то је реакција типична за ауторитарне владе које не воле супротне гласове.“ Упркос критикама, 13. маја 2004. Лула је рекао „да неће размишљати о опозиву акције“. Влада је касније променила свој став. , и дозволио репортеру да остане.
Три месеца касније Лула је увео закон за стварање Бразилског националног савета новинара који би имао моћ да „оријентише, дисциплинује и надгледа“ новинаре и њихов рад. Критичари су нацрт закона назвали најгором увредом за слободу штампе од цензуре под војном диктатуром. Влада је такође предложила оснивање Националне кинематографске и аудиовизуелне агенције која би имала овлашћења да врши претходне прегледе програма и да стави вето на одређене програме ако верују да не испуњавају стандарде „уредничке одговорности“.

## Друго председништво (2023–тренутно)

### Избори 2022.
У мају 2021, Лула је рекао да ће се кандидовати за трећи мандат на општим изборима у октобру 2022, против актуелног председника Жаир Болсонара. Био је 17% испред Болсонара у анкети у јануару 2022. године. У априлу 2022, Лула је најавио да ће његов потпредседник бити Жералдо Алкмин, гувернер државе Сао Пауло у три мандата који се кандидовао против Луле на председничким изборима 2006. године.
Дана 2. октобра, у првом кругу гласања, Лула је био на првом месту са 48% бирачког тела, квалификовавши се за други круг са Болсонаром, који је добио 43% гласова. Лула је изабран у другом кругу 30. октобра са 50,89% гласова, што је најмања предност у историји бразилских председничких избора, три дана након његовог 77. рођендана. Постао је први председник Бразила изабран у три мандата, први од Жетулија Варгаса који је обављао неузастопне мандате, и први који је сменио садашњег председника. Положио је заклетву 1. јануара 2023. године. Са 77 година, био је најстарији бразилски председник у време инаугурације.

### Ток
Лула је рекао да су његове главне обавезе биле: реконструкција земље суочена са економском кризом; демократија, суверенитет и мир; економски развој и стабилност; борба против сиромаштва; образовање; имплементација националног система културе и проширење стамбених програма. Председавао је Г20 од 2023. године.
Лулина популарност је опала; септембра 2023. 38% анкетираних сматрало га је добрим или одличним, док га је 30% сматрало просечним, а 31% лошим или ужасним.

#### Спољна политика

##### Кина
У марту 2023. Лула се састао у Кини са кинеским председником Си Ђинпингом и потписао 15 меморандума о разумевању и 20 споразума о широком спектру питања. Лула је одржао говор у коме је рекао да нико неће спречити Бразил да побољша своје односе са Кином — што је узето као референца на Сједињене Државе. У јануару 2024. Лула је поново потврдио кинеском министру спољних послова Ванг Јију да признаје кинеску политику „једне Кине“, према којој Кина полаже право на Тајван. Human Rights Watch је у међувремену упозорио Лулу да не пристаје на Кину, док је ћутао о кинеском кршењу људских права.

##### Русија
У мају 2023. одбио је позив на Међународни економски форум у Санкт Петербургу, рекавши да „тренутно не може да посети Русију“, док је потврдио да је разговарао са Путином. У децембру 2023. Лула је рекао да ће позвати Владимира Путина у Бразил. У фебруару 2024. посетио га је министар спољних послова Русије Сергеј Лавров.

##### Инвазија Русије на Украјину
Лула је често коментарисао руску инвазију на Украјину. Украјина је описала његове коментаре као „покушаје Русије да искриви истину“.
У мају 2022. године, Лула је окривио украјинског председника Володимира Зеленског за руску инвазију на Украјину, рекавши „Овај момак је одговоран као Путин за рат“. Лула је такође више пута нападао НАТО и Европску унију да су изазвали рат. Он је оптужио НАТО да „за себе полаже право да поставља војне базе у близини друге земље“. У априлу 2023, Лула је након државне посете Кини изјавио да „Сједињене Државе треба да престану да подстичу рат и почну да говоре о миру“. Портпарол америчког Савета за националну безбедност Џон Кирби је одговорио оптужујући Лулу да „папагаји руску и кинеску пропаганду“, описујући његове коментаре као „једноставно погрешне“ и „сугеришући да Сједињене Државе и Европа некако нису заинтересоване за мир, или да делимо одговорност за рат“.
У априлу 2023. Лула је првобитно осудио руско кршење територијалног интегритета Украјине и рекао да би Русија требало да се повуче са украјинске територије коју је окупирала од фебруара 2022. године. Међутим, касније, истог месеца, предложио је да Украјина треба да „препусти Крим“ Русији у замену за мир и повлачење Русије са украјинске територије коју је окупирала после фебруара 2022, рекавши да Зеленски „не може да жели све“.
Након што је Немачка апеловала на Лулу да пружи војну помоћ Украјини продајом оружја, Лула је то одбио. Дана 26. априла, на заједничкој конференцији за новинаре, шпански премијер Педро Санчез довео је у питање Лулин став, истичући да као жртву Украјине треба подржати. Лула је рекао да тражи мир у складу са једним споразумом. обавезујући принцип спољне политике у пацифистичком бразилском уставу из 1988. године. Он је рекао да земље глобалног југа, укључујући Бразил, Индију, Индонезију и Кину, „желе мир“, али су и Путин и Зеленски „убеђени да ће победити у рату“ и не желе да говоре о миру. Он је приметио људску цену рата, као и утицај рата на безбедност хране, трошкове енергије и глобалне ланце снабдевања.

##### Рат Израела и Хамаса
Лула је осудио напад Хамаса на Израел изведен 7. октобра 2023. године. Он је 11. октобра 2023. позвао на прекид ватре у рату између Израела и Хамаса, наводећи да је то „хитно потребно у одбрани израелске и палестинске деце“. Лула је позвао Хамас да ослободи киднаповану израелску децу и Израел да престане да бомбардује појас Газе и дозволи палестинској деци и њиховим мајкама да напусте ратну зону. Лула је 25. октобра 2023. изјавио: „То није рат, то је геноцид“. Он је 18. фебруара 2024. упоредио са нацистичким холокаустом. Истог дана, Дани Дајан, председник Јад Вашема, Светског центра за сећање на холокауст, оптужио га је за „очигледан антисемитизам“ јер је упоредио акције Израела са Адолфом Хитлером. Амбасадор Бразила у Израелу Фредерико Мејер је опозван након ових коментара, а председник Лула је проглашен персоном нон грата у Држави Израел. Лула је касније одбио да се извини и упркос томе што се позвао на поређење са Адолфом Хитлером, изјавио је „Нисам рекао реч холокауст, то је била интерпретација премијера Израела, није била моја.“

##### Сједињене Државе
У априлу 2023. године, алудирајући на подршку Сједињених Држава Украјини након руске инвазије на Украјину, Лула је рекао да САД треба да „престану да подстичу рат“. У мају 2023. је рекао да су САД увеле економске санкције. на Венецуели су били „гори од рата“ и „убијали“ жене и децу. У фебруару 2024, стручњак за спољну политику Универзитета у Сао Паулу Фелисијано де Са Гимараеш рекао је да Лула слуша само једну страну у својој влади, „леве, антиамеричке гласове који веома агресивно говоре о радикалној промени глобалног поретка”.

#### Економија
У марту 2023. Лула је појачао програм Bolsa Familia. Програм је креиран током првог Лулиног мандата, а затим га је значајно смањио Жаир Болсонаро. Програм би требало да помогне око 60 милиона Бразилаца који пате од сиромаштва. Према проценама Светске банке, појачани програм ће смањити стопу сиромаштва у Бразилу на 24,3% - ниво пре пандемије КОВИД-19.
У августу 2023, Лула је најавио огроман програм инвестиција у инфраструктуру од преко 350 милијарди долара током четири године. Део ове суме намењен је за финансирање пројекта социјалног становања "Мој дом, мој живот". Програм укључује и 100 милијарди за енергетику и 65 милијарди за транспорт и путеве. Ту су и образовање и здравство, изградња школа и болница. Пројекат такође има за циљ да подстакне економски раст и развије чисту енергију.
Почетком септембра представио је велики план за искорењивање глади, јер 33 милиона Бразилаца нема довољно хране, а више од половине земље је у различитом степену погођено неким обликом несигурности хране. У том циљу, успоставио је националну мрежу банака хране да спречи расипање, повећао буџет за школске оброке и повећао куповину хране са породичних фарми за снабдевање јавних кантина. Ове мере су део шире политике изградње социјалних станова и подизања минималне зараде и других социјалних давања. Борба против глади у свету је такође високо на међународном плану бразилског председника.
У првом кварталу 2023. бразилска економија је порасла за 1,9%. У другом тромесечју за 0,9%, 3 пута више од очекиваног, док су многи суседи Бразила забележили пад у економији. Могући разлози за ову појаву су смањена инфлација, добра жетва и бољи кредитни рејтинг. У томе је вероватно велику улогу одиграла економска политика Луле по питању опорезивања, потрошње, јавног власништва неких предузећа. Објашњавајући своју економску филозофију, Лула је једном рекао: „[Бразилци] морају да схвате да новац који постоји у овој земљи треба да кружи у рукама многих људи“, „Не желимо концентрацију богатства. Желимо да више људи имају приступ кредитима како би се точак економије окренуо.

#### Слобода медија
У марту 2023, Лулина влада је покренула кампању за борбу против „дезинформација“. Многи су ту иницијативу видели као средство за Лулину администрацију да делегитимизује критике са којима се суочава – под маском „провере чињеница“, и изазвала је озбиљну забринутост у погледу слободе изражавања. Као одговор, виши програмски директор Међународног центра за новинаре, Кристина Тардалига, написала је на Твитеру „Не постоји таква ствар као што је провера чињеница од стране владе. Ово присвајање термина је погрешно и увредљиво. Оно што влада ради је пропаганда.“